# Куземовка
Куземовка (укр. Куземівка) — село, относится к Сватовскому району Луганской области Украины.
Население по переписи 2001 года составляло 689 человек. Почтовый индекс — 92620. Телефонный код — 6471. Занимает площадь 2,517 км². Код КОАТУУ — 4424082501.

## Местный совет
92620, Луганська обл., Сватівський р-н, с. Куземівка, вул. Молодіжна, 7  (укр.)